# Melem-Ana

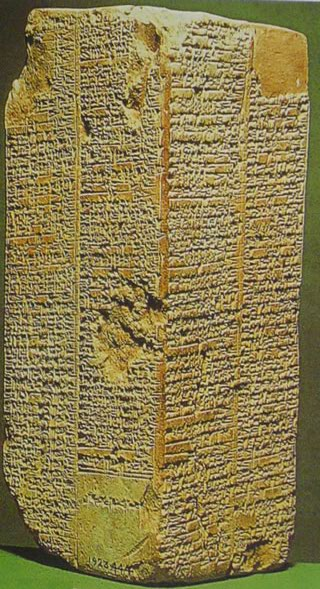
Lista de reyes sumerios.

Melem-Ana de Unug (... - alrededor del 2546 a. C.) fue el undécimo lugal de la primera dinastía de Uruk. La Lista Real Sumeria  la coloca después de Mesh-He y le asigna 6 años de reinado, se cree que desde 2552 a. C. hasta su muerte. Lugal-Kitun le habría sucedido. Sin embargo, su historicidad no está totalmente establecida.
| Predecesor: Mesh-He | Rey de Uruk I siglo XXVI a. C. | Sucesor: Lugal-Kitun |